# Notre-Dame de Soufanieh

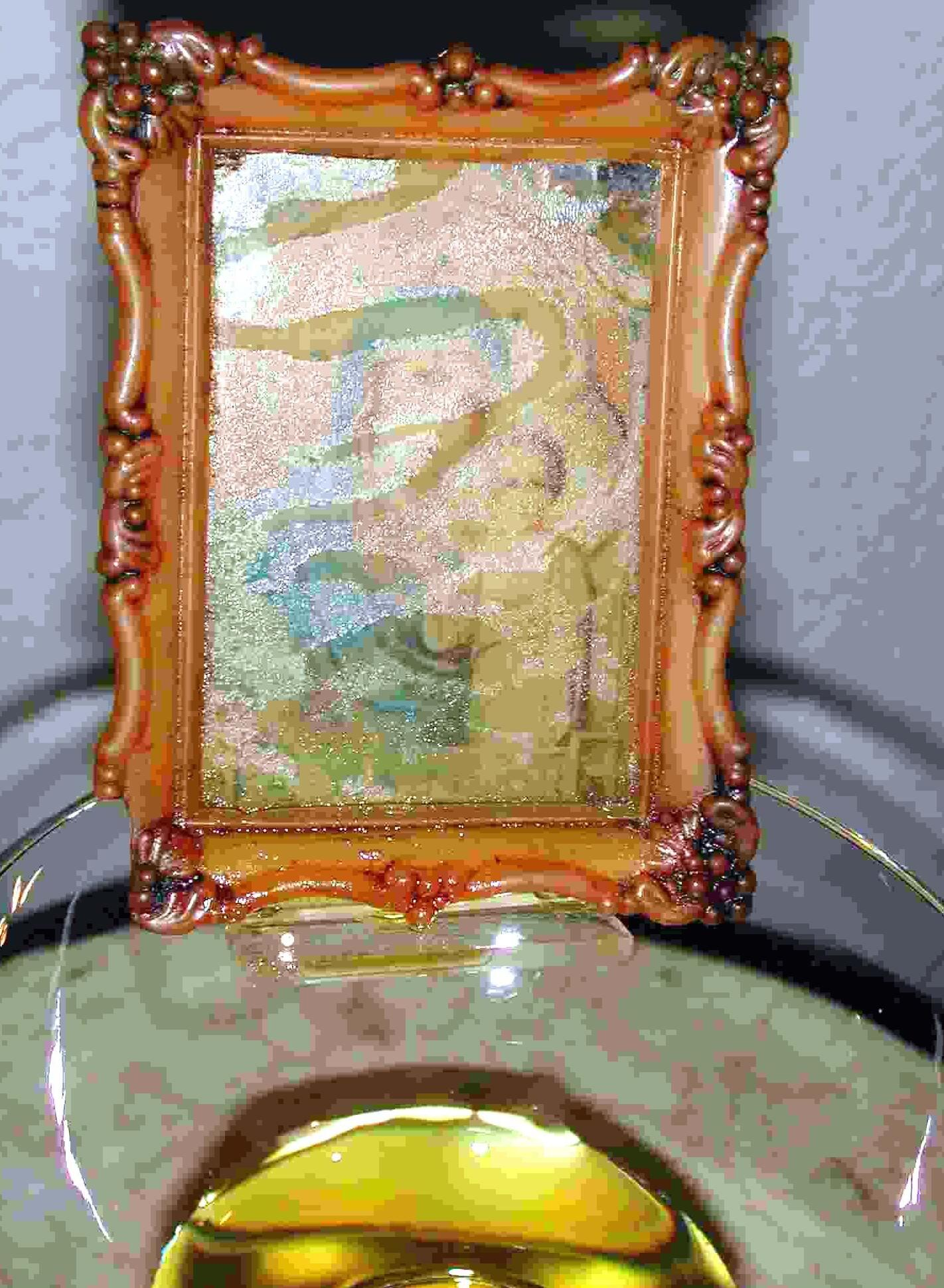
L'icône qui suinte de l'huile

Notre-Dame de Soufanieh (arabe : ﺳﯾدة اﻟﺻوﻓﺎﻧﯾﺔ) est le nom d'une apparition mariale non reconnue par l'Église catholique mais reconnue par toutes les Eglises de confession orthodoxe[réf. nécessaire]. Elle se situe dans la banlieue de Damas, Soufanieh, en Syrie.

## Apparitions
La Vierge se serait manifestée à deux reprises en décembre 1982 puis à trois reprises, en janvier, février et mars 1983 à une jeune femme grecque-catholique du nom de Myrna Nazzour, qui manifeste des stigmates. Une icône aurait aussi suinté de l'huile pure. L'archevêque syrien-catholique de Hassaké-Nisibe, Jacques Georges Habib Hafouri, après une enquête confiée à des experts, a reconnu le caractère surnaturel des faits le 15 janvier 1987. Le thème majeur des apparitions est l'Unité des chrétiens d'Orient et d'Occident.

## Témoins notables des écoulements d'huile
- Le théologien catholique allemand et professeur d'université (Mûnster) Théodore Khouri, traducteur de Georges de Trébizonde.
- Le général Mustapha Tlass[5]

## Galerie d'images

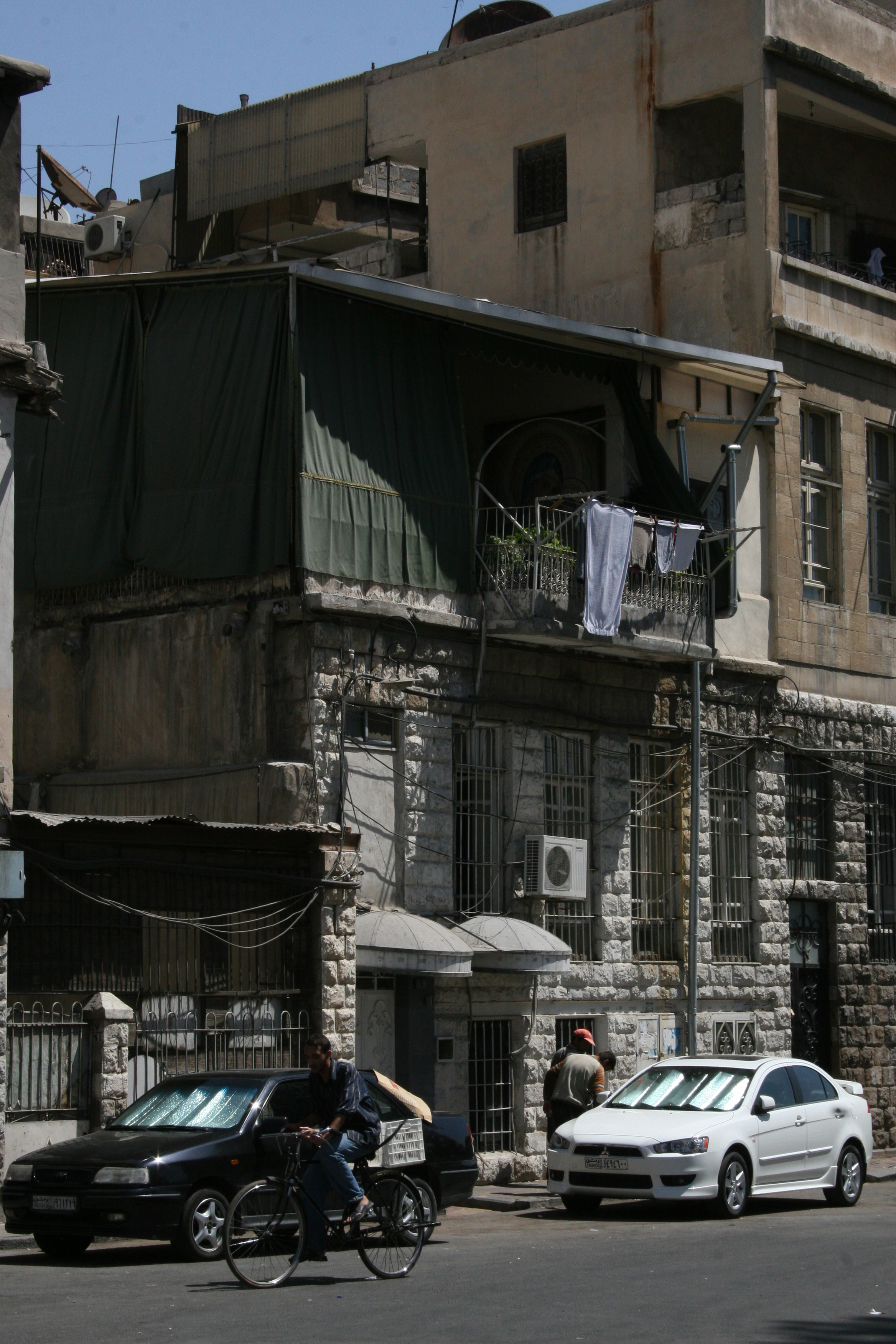
L'immeuble des apparitions.
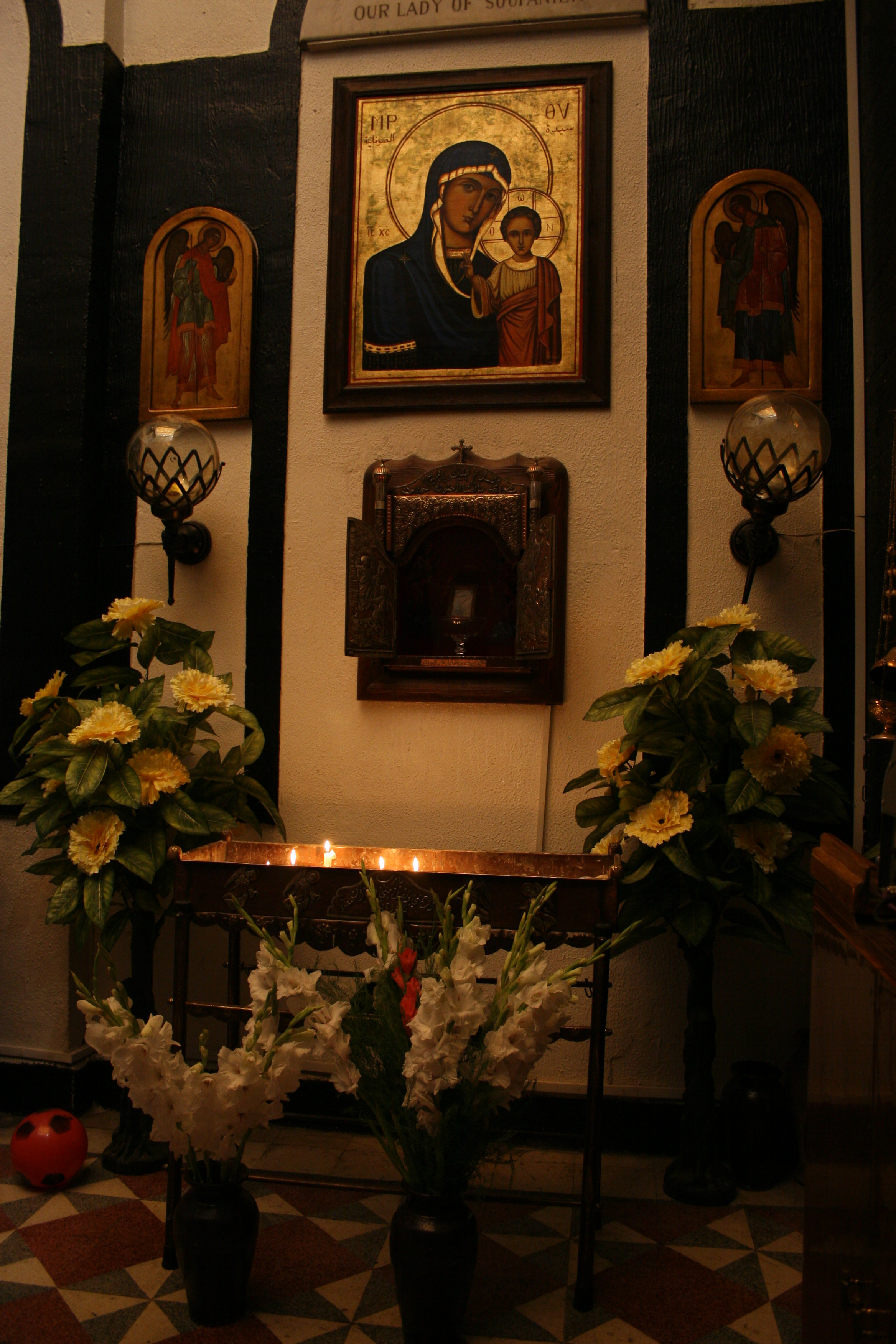
Le lieu des apparitions.